# Albettone
Albettone (Albetón in veneto) è un comune italiano di 1 999 abitanti della provincia di Vicenza in Veneto.

## Geografia fisica
Il comune si colloca all'estremità sudorientale della provincia di Vicenza. Si caratterizza come una zona pianeggiante su cui sorgono isolati alcuni modesti rilievi, ultime propaggini dei colli Berici a brevissima distanza dai colli Euganei.
Il capoluogo comunale (19 m s.l.m.) sorge nella parte occidentale del territorio ed è dominato da un gruppo di colline piuttosto articolato (monte del Cogolo, 85 m; monte San Giorgio 100 m; monte Castellaro 107 m). È attraversato dal canale Bisatto, principale corso d'acqua che si muove grossomodo in direzione nordovest-sudest.
La frazione Lovertino (39 m) è posta più a sudest e si trova ai piedi del monte Santo (143 m, massima altitudine). La località Lovolo (20 m), presso l'angolo nordest, è pure sovrastata da un piccolo dosso (49 m).
Oltre al già citato Bisatto, sono presenti numerosi altri scoli e canali legati alla bonifica del territorio.

## Origini del nome
Nel 975 e nel 1236 è citata come Albetone, mentre nel 1521 compare la forma S. Maria del Betone. 
La prima parte del toponimo riflette la congiunzione al, fuso al resto della parola per concrezione. La seconda parte sembra corrispondere al prenome germanico Betto (da cui derivano l'omonimo cognome veneto e vari derivati); in alternativa, potrebbe derivare dal tema prelatino bodo "fossato", con riferimento a un corso d'acqua.

## Storia

### Epoca antica
La sola testimonianza del fatto che il territorio di Albettone fosse abitato anche in epoca preistorica è una scheggia silicea a forma di lancia, trovata nel 1935 nella valletta sotto la chiesa vecchia di Lovertino e conservata nel Museo Atestino di Este.
Sono stati invece ritrovati reperti dell'epoca romana attorno alla chiesetta dei Santi Vito e Modesto: frammenti di anfore, pezzi di spade, pietre grezze, sagomate e lavorate, e molti cocci laterizi (embrici, tegoloni, mattoni). Esistono anche notevoli tratti di fondazioni fatte in scaglia mista a cocci di embrici romani messi in calce, strati di pavimenti e parti di mosaici, fondazioni che si prolungano in direzione est fino agli "Absidi". È probabile che in epoca romana qui sorgesse un abitato; si è anzi supposto che il toponimo Melia fosse legato a quello della via consolare romana Emilia Altinate, un braccio della quale probabilmente attraversava la distesa pianeggiante tra gli ultimi dossi dei Berici e i prospicienti Euganei.

### Medioevo
Albettone viene ufficialmente nominata per la prima volta nel 983, in un privilegio con il quale il vescovo di Vicenza Rodolfo donava al monastero benedettino dei Santi Vito e Modesto alcune massarie.
Il territorio è attraversato dal canale Bisatto, scavato intorno al XII secolo dai vicentini per incanalare le acque del Bacchiglione a danno dei padovani. Il Bisatto, antica via di comunicazione in epoche in cui le vie fluviali erano più importanti di quelle di terra, rivestì un'importanza fondamentale per l'economia locale, in quanto permetteva l'agevole invio nelle città della pietra calcarea, assai abbondante in queste zone, dalla quale si ricavava la calce idraulica. Per controllare il traffico commerciale, vennero costruite lungo il canale varie torri, e una di queste, la "Colombara", è ancora esistente e restaurata;  durante la dominazione veneziana essa fu la torre di guardia del porto di Albettone.
L'esistenza di un castello vescovile ad Albettone sin dal X secolo è provata da diplomi imperiali di Ottone III dell'anno 1000 e di Federico II del 1220 — che lo esentavano dalla tassa del fodro — nonché dall'atto di donazione fatta da Enrico IV nel 1084 al vescovo di Vicenza Ecelino.
I cronisti vicentini dell'epoca sono concordi nell'affermare che il castello in questione venne distrutto durante le guerre dei secoli XIII e XIV tra vicentini e padovani. Probabilmente esso non fu più ricostruito; nei vari documenti delle epoche successive, infatti, non se ne fa più menzione.
Secondo la tradizione locale, il castello sorgeva sulla sommità del colle che tuttora conserva il nome di Castellaro e che sovrasta la chiesa parrocchiale di Santa Maria; ancora verso la metà del Novecento ne erano visibili i resti.
Verso la metà del Trecento, durante la dominazione scaligera, il territorio di Albettone fu sottoposto, sotto l'aspetto amministrativo, al Vicariato civile di Barbarano e tale rimase sino alla fine del XVIII secolo.

### Epoca moderna e contemporanea
Albettone è arricchito da alcune ville di notevole interesse storico ed artistico.
Durante la seconda guerra mondiale quattro famiglie di profughi ebrei polacchi (Geltner, Guen, Rubinfeld, Lublinskj; 8 adulti e 3 bambini) furono internate ad Albettone. Dopo l'8 sett. 1943 giunse ai carabinieri l'ordine di arresto, eseguito il 10 dic. 1943, per i 9 ebrei (6 adulti e 3 bambini) allora presenti (i coniugi Guen si salvarono perché nel feb. 1943 erano stati trasferiti a Cortona). Portati al campo di concentramento provinciale di Tonezza del Cimone, gli arrestati furono deportati a fine gennaio 1944 ad Auschwitz, dove trovarono la morte.

### Simboli
Lo stemma del comune di Albettone è stato riconosciuto con decreto del capo del governo del 3 giugno 1929.
Il gonfalone municipale, concesso con decreto del Presidente della Repubblica del 26 giugno 2008, è costituito da un drappo di azzurro.

## Monumenti e luoghi d'interesse

### Architetture religiose
- Chiesa parrocchiale di Santa Maria Nascente, costruita nel XV secolo e ricostruita negli anni 1860-1870, definitivamente consacrata il 23 settembre 1923.
- Chiesa dei Santi Filippo e Giacomo, con annesso ospedale scomparso nel XIV secolo.
- Chiesa di San Silvestro, nella frazione di Lovertino.

Anticamente situata sul colle, sul quale è tuttora in parte visibile, nel secolo IX apparteneva all'omonima abbazia benedettina sita a Vicenza, dipendente da quella di Nonantola, cui spettavano i diritti di giuspatronato.
Nel 1201 fu venduta al Comune, insieme con i suoi beni dell'abbazia in Lovertino, che vennero acquistati nel 1331 dalla famiglia Pigafetta. Nei secoli successivi la chiesa decadde sempre più e solo dal 1698 riprese la presenza stabile di un parroco.
La chiesa attuale risale alla metà del XIX secolo.
- Chiesetta dei Santi Vito e Modesto, sempre a Lovertino sul lato destro della strada che conduce a Vò Vecchio di Padova.

Documentata già nel 753 come appartenente alla vicina abbazia benedettina di San Silvestro, fu definita dall'archeologo vicentino mons. Giuseppe Lorenzon "la gemma dei Berici".
La piccola abside conserva la sua struttura originaria, mentre il resto dell'edificio ha subito una sostanziale trasformazione nel periodo romanico, nei secoli a cavallo dell'anno Mille; presentava all'interno la figura di una grotta. Un furioso nubifragio la danneggiò gravemente nel 1965, facendone crollare il tetto e lasciando in piedi solo i muri perimetrali. Intorno al Duemila è stata oggetto di un particolareggiato restauro, che l'ha riportata all'aspetto originale.
- Chiesa di San Michele, a Lovolo.

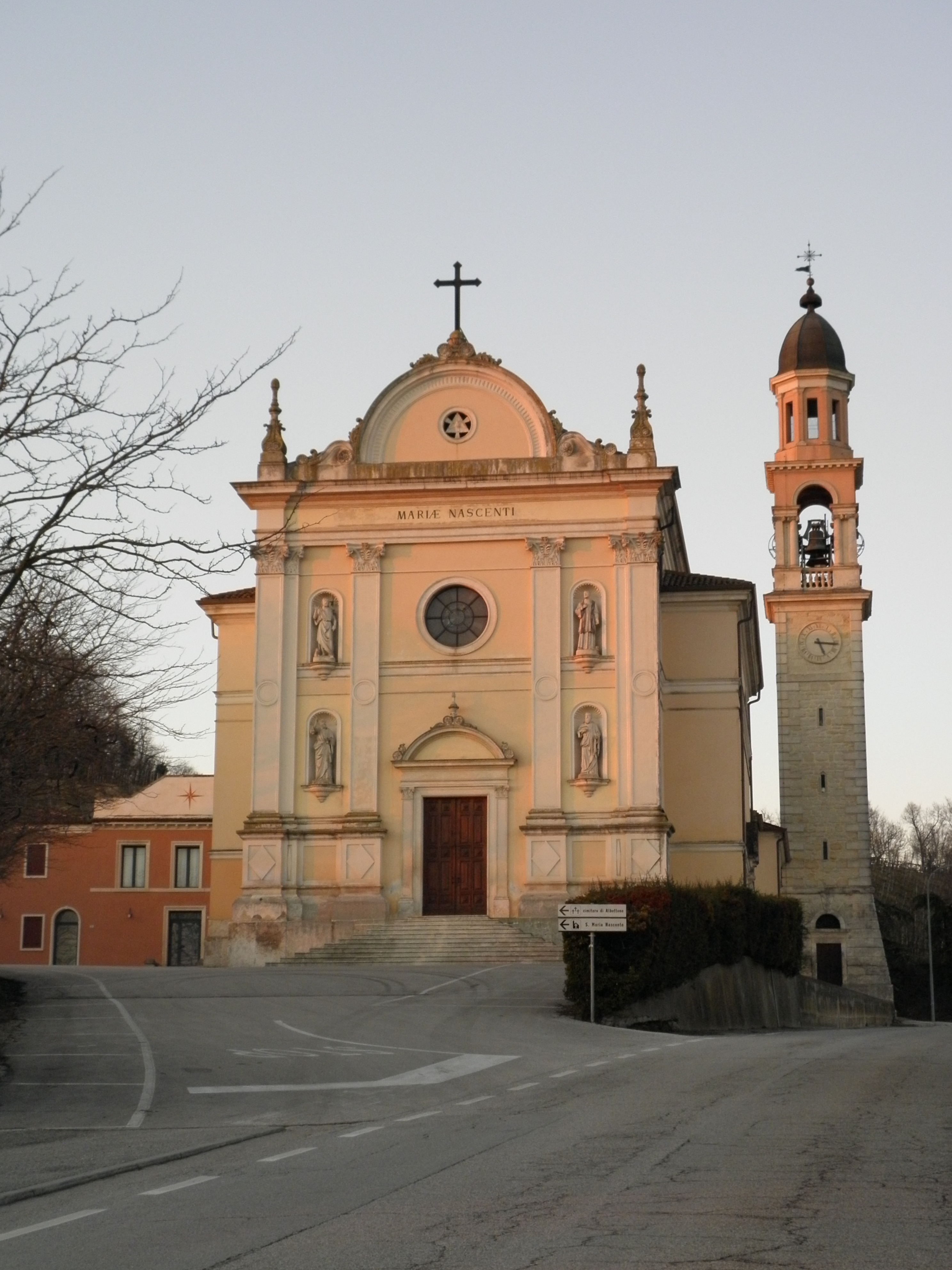
Chiesa di Santa Maria Nascente
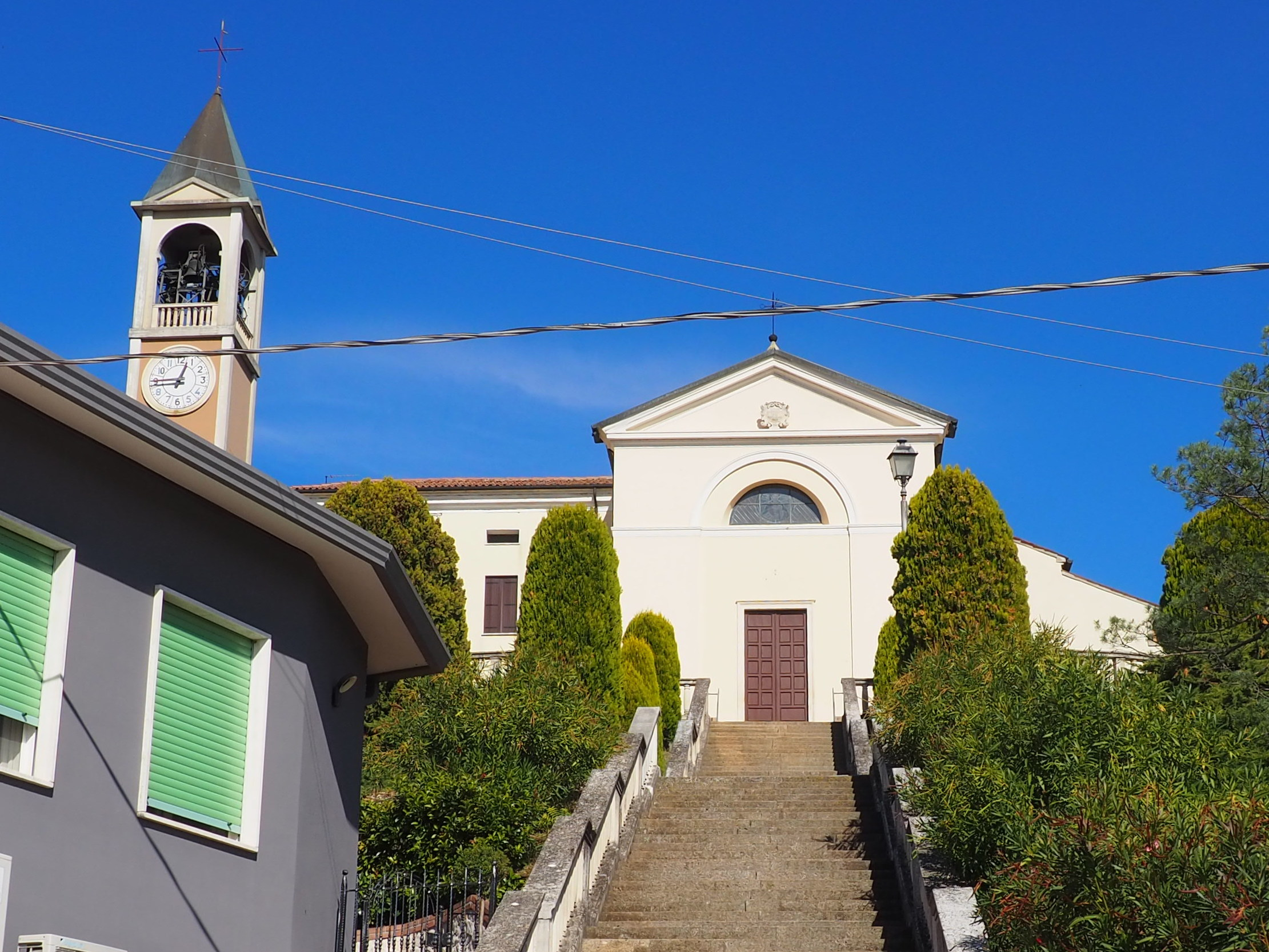
Chiesa di San Silvestro
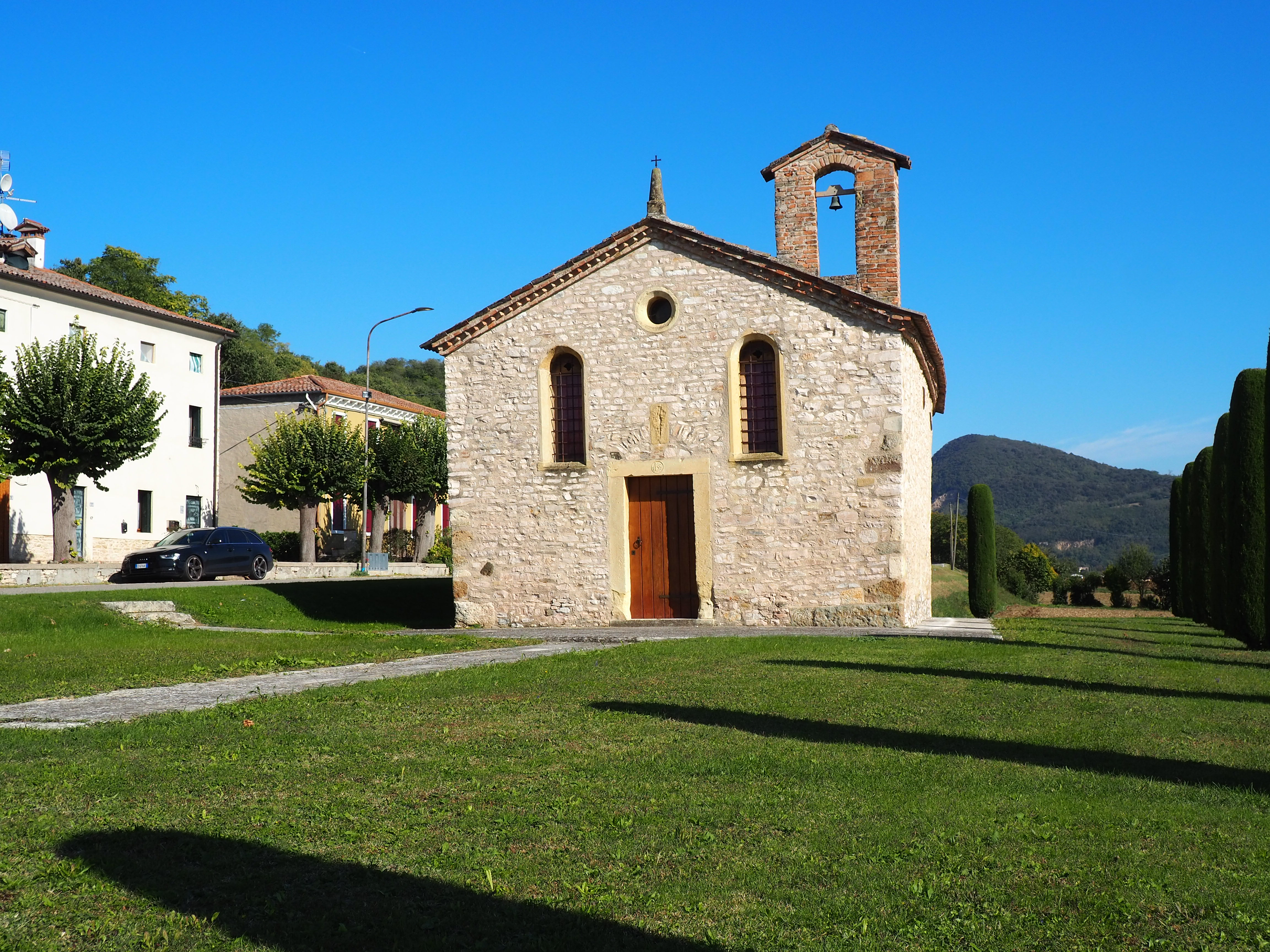
Chiesa dei Santi Vito e Modesto
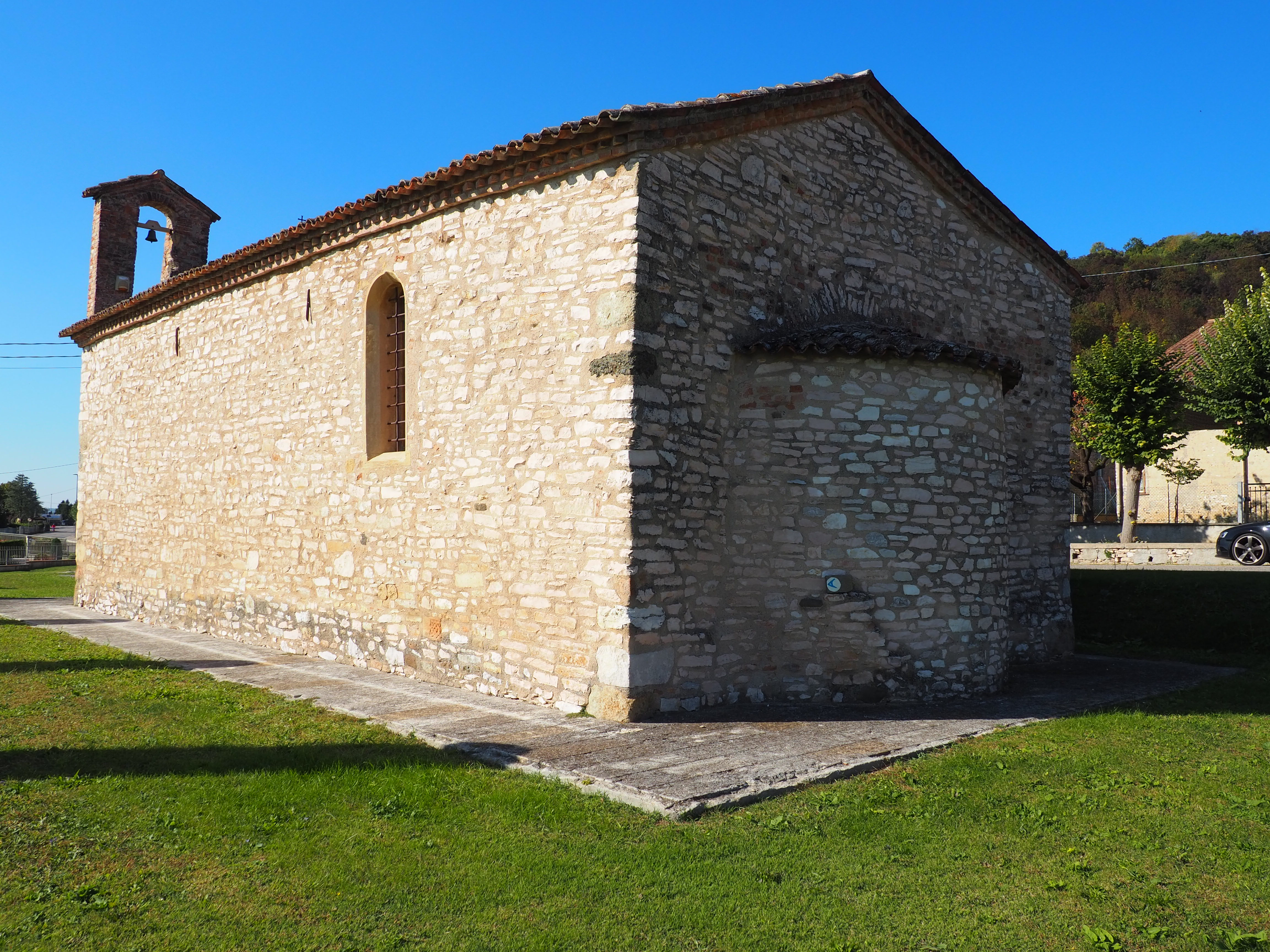
Chiesa dei Santi Vito e Modesto

### Architetture civili

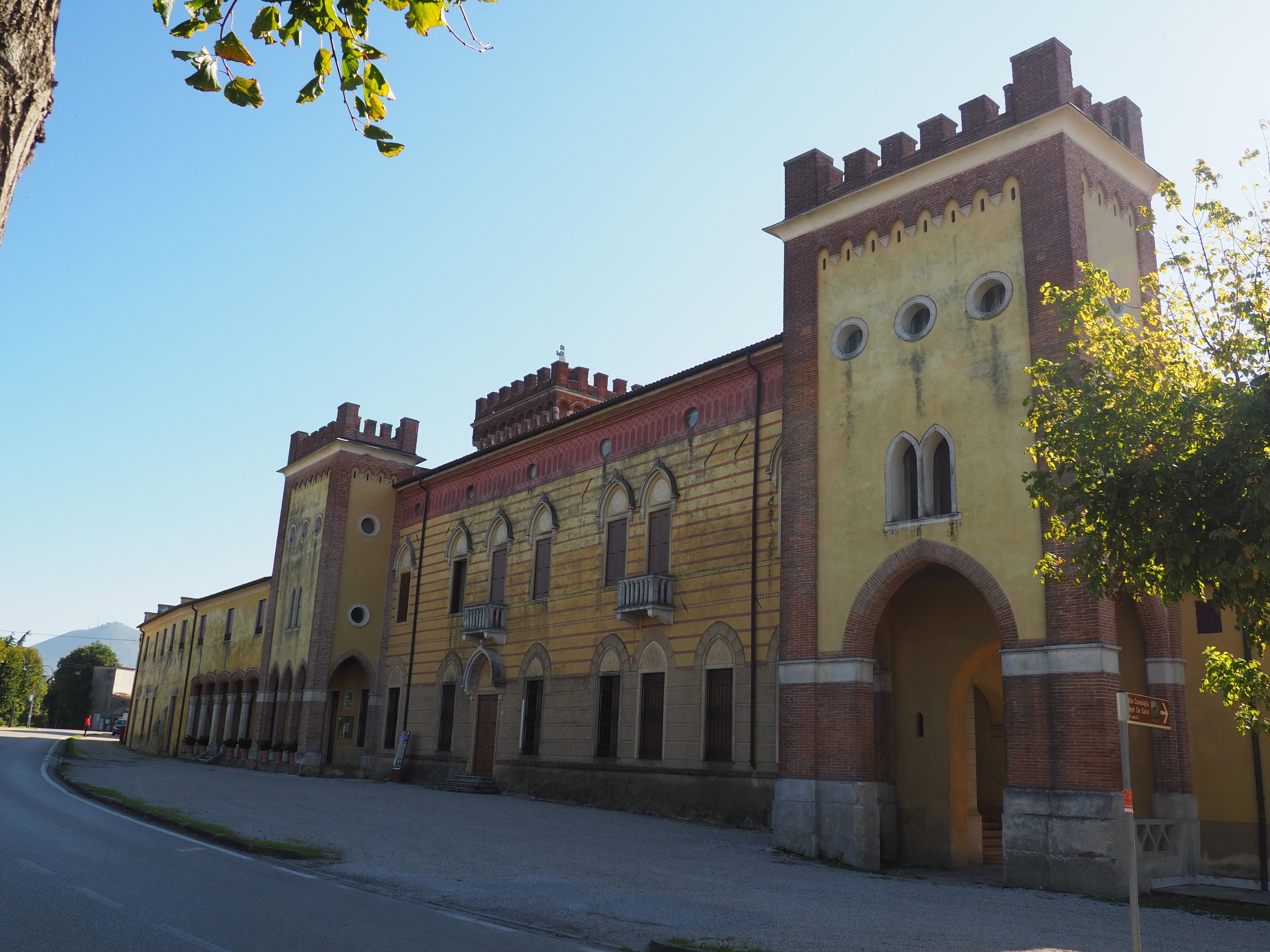
Villa Negri De Salvi - Campiglia

- Villa Negri De Salvi o Villa Campiglia, ex sede municipale.

Costruita dalla nobile famiglia Campiglia, la villa passò nel XVI secolo ai Gonzaga e, nell'Ottocento, ai Salvi, che la rimaneggiarono completamente. Durante questo secolo il diffondersi del gusto romantico portò a numerosi interventi sulle antiche case di villa che i proprietari ritenevano inadeguate alla moda del tempo e così nel 1842 i Negri de Salvi conferirono all'architetto Antonio Caregaro Negrin l'incarico di smantellare la residenza quattrocentesca, per erigere un nuovo edificio al quale fu dato l'attuale aspetto neogotico.
L'unica testimonianza del passato è rappresentata da una piccola sala al pianterreno, ove è tuttora conservata una serie di affreschi attribuiti a Giovanni Antonio Fasolo. Tra il 1560 e il 1570 egli dipinse episodi e svaghi della vita in villa particolarmente suggestivi per l'eleganza delle figure e per la naturalezza degli atteggiamenti; un ciclo di affreschi che dà l'immagine più compiuta della vita in villa dell'aristocrazia veneta del Cinquecento, un costume che si protrarrà per altri due secoli. Le scene superstiti, raffiguranti la musica, il gioco e la caccia, subirono, nel 1858, pesanti manomissioni ad opera di Giovanni Busato e solo recenti restauri ne hanno restituito il fascino e la bellezza.
- Villa Ricci Manfredini detta Ca' Brusà, ubicata a Lovolo di Albettone, risalente al XV secolo e probabilmente costruita per volere di una nobile famiglia veneziana. Nel corso dei secoli, fu di proprietà degli Erizzo, dei Manfredini, dei Ricci, venendo sempre utilizzata in rapporto allo sfruttamento dei fondi agricoli.

L'architettura dell'edificio esula completamente dagli schemi tradizionali della villa veneta e sembrerebbe piuttosto ricondursi a forme medievali; ciò parrebbe suffragare la tesi di coloro che vedono in Ca' Brusà l'adattamento quattrocentesco di un precedente castello.

## Società

### Evoluzione demografica
Abitanti censiti

## Geografia antropica
Del Comune di Albettone fa parte la frazione di Lovertino, con una popolazione di circa 200 abitanti. Rispettivamente di 200 e di 110 abitanti sono le località Lovolo e Castello.
Altre località o contrade del Comune sono: Burchia, Burchietta, Dall'Armellina, Lovolo Vicentino, Milan, Ponti Nuovi, Quari, Ramin e Strada Pozzetto.

## Infrastrutture e trasporti
Albettone è attraversata dalla ex strada statale Riviera dei colli Berici; sulla rete stradale il trasporto pubblico è garantito da autocorse svolte dalla Società Vicentina Trasporti (SVT).
Fra il 1887 e il 1979 la località fu servita dalla fermata Ponte Botti-Albettone della tranvia Vicenza-Noventa-Montagnana, gestita dalle Ferrovie e Tramvie Vicentine (FTV).

## Amministrazione
| Periodo        | Periodo           | Primo cittadino       | Partito                             | Carica               | Note   |
| -------------- | ----------------- | --------------------- | ----------------------------------- | -------------------- | ------ |
| 6 giugno 1985  | 15 maggio 1990    | Onorio De Boni        | Democrazia Cristiana                | Sindaco              |        |
| 13 giugno 1990 | 24 aprile 1995    | Onorio De Boni        | Democrazia Cristiana                | Sindaco              |        |
| 24 aprile 1995 | 14 giugno 1999    | Alessandro Negretto   | lista civica                        | Sindaco              |        |
| 14 giugno 1999 | 14 giugno 2004    | Fulvio Dall'Armellina | lista civica                        | Sindaco              |        |
| 14 giugno 2004 | 8 giugno 2009     | Fulvio Dall'Armellina | lista civica                        | Sindaco              |        |
| 8 giugno 2009  | 26 maggio 2014    | Joe Formaggio         | lista civica Il Popolo di Albettone | Sindaco              |        |
| 26 maggio 2014 | 27 maggio 2019    | Joe Formaggio         | lista civica Sviluppo Berico        | Sindaco              |        |
| 27 maggio 2019 | 10 aprile 2020    | Joe Formaggio         | lista civica Sviluppo Berico        | Sindaco              | [ 13 ] |
| 10 aprile 2020 | 22 settembre 2020 | Francesca Rigato      | lista civica Sviluppo Berico        | Vicesindaco reggente |        |
| 8 ottobre 2020 | in carica         | Francesca Rigato      | lista civica Sviluppo Berico        | Sindaco              |        |

### Gemellaggi
Nel 2012 Albettone ha aderito alla lista dei comuni gemellati con la fondazione "Città della Speranza".